# 隴答衛指揮使司
隴答衛指揮使司是明朝藏区土司机构名称。
明太祖洪武年间设置隴答衛指揮使司，辖地在今四川省甘孜藏族自治州德格西南境。永乐四年（1406年）三月，明成祖命陇答首领结失古加之子巴鲁为指挥使，赐诰命银币等物品。他的官员巴鲁奉朝命协同护教王、赞善王恢复设置内地通达西藏的驿站有功，于永乐五年（1407年）三月受嘉奖，赐印信、诰命及白金、彩币、袭衣、茶等物。永乐七年（1409年），巴鲁（又作巴禄）遣镇抚端竹监藏入朝贡马，获得钞币袭衣。永乐二十二年（1424年）卫镇抚三监藏（端竹监藏）再次入贡。其地通过传统茶马互市和贡赐贸易和汉地保持政治经济文化交往。贡使开始一年进北京一次，成化年间改为三年一贡。给与勘合，於四川比号，从雅州进入汉地。所属官员按照明朝土官的制度承袭。